# BC Balkan Botevgrad
El BC Balkan Botevgrad (en búgaro: БК "Балкан Ботевград") es un equipo de baloncesto búlgaro que compite en la NBL, la primera división del país y en la Balkan League. Tiene su sede en la ciudad de Botevgrad. Disputa sus partidos en el Arena Botevgrad, con capacidad para 4500 espectadores.

## Temporada a temporada
| Temporada | División | Liga | Posición | Play-Offs        | Balkan League  | Competición Europea |
| --------- | -------- | ---- | -------- | ---------------- | -------------- | ------------------- |
| 2010–11   | 1        | NBL  | 3        | Cuartos de final | Fase de grupos | -                   |
| 2011–12   | 1        | NBL  | 6        | Cuartos de final | -              | -                   |
| 2012–13   | 1        | NBL  | 3        | Semifinales      | -              | -                   |
| 2013–14   | 1        | NBL  | 2        | Semifinales      | 3              | -                   |
| 2014–15   | 1        | NBL  | 2        | Subcampeones     | -              | -                   |
| 2015–16   | 1        | NBL  | 2        | Subcampeones     | -              | -                   |
| 2016–17   | 1        | NBL  | 6        | Cuartos de final | -              | -                   |
| 2017–18   | 1        | NBL  | 2        | Subcampeones     | -              | Europe Cup TR       |

## Palmarés
- NBL
  - Campeón (5): 1974, 1987, 1988, 1989, 2019
  - Subcampeón (5): 1972, 2008, 2015, 2016, 2018

- Copa Búlgara
  - Campeón (4): 1970, 1986, 1987, 1988

- Balkan League
  - Terceros (1): 2014

## Jugadores destacados
| - Leven Belverov - Emil Binev - Yordan Bozov - Krasimir Georgiev - Aleksandar Gruev - Simeon Iliev - Darin Ivanov - Mario Karailiev - Lubomir Kirov - Ivan Lilov - Martin Marinov - Ilko Nanev - Simeon Naydenov - Stanislav Slaveykov - Georgi Stankov - Damyan Stoyanov - Todor Todorov - Simeon Tsenov - Stanislav Vaklinov - Asen Velikov - Hristo Zahariev | - Ante Bilobrk - Aleksandar Ugrinoski - Jane Petrovski - Dragomir Marojevic - Žarko Rakočević - Dejan Dunovic - Nikola Jaksic - Ivan Jerenic - Gjorgje Jovanovic - Sasa Mijajlovic - Vladimir Mijovic - Dusan Milicic - Perica Mitic - Dragoslav Papic - Filip Vikosavljevic - Srdjan Zivkovic - Yevgen Oleynik - Sean Barnette - Cameron Bennerman - David Burgess | - Auston Calhoun - Ian Chiles - Adam Constantine - Braxton Dupree - Justin Gray - Corin Henry - Justin Neuhaus - Julian Norfleet - Travis Peterson - Rob Preston - Alphonso Pugh - Evan Ravenel - Terry Smith - Vernon Taylor - Will Walker - Aleksandar Radojevic - Dimitar Karadzovski - Branko Mirkovic - Oleg Pogorelov - Angelo Caloiaro |